# Tetrasiphon jamaicensis
Tetrasiphon jamaicensis es la única especie del género monotípico Tetrasiphon,  perteneciente a la familia de las celastráceas. Es  originaria de  Jamaica.

## Taxonomía
Tetrasiphon jamaicensis fue descrita por   Ignatz Urban y publicado en Symbolae Antillanae seu Fundamenta Florae Indiae Occidentalis 5: 83. 1904.